# Teichgut Birkenhof

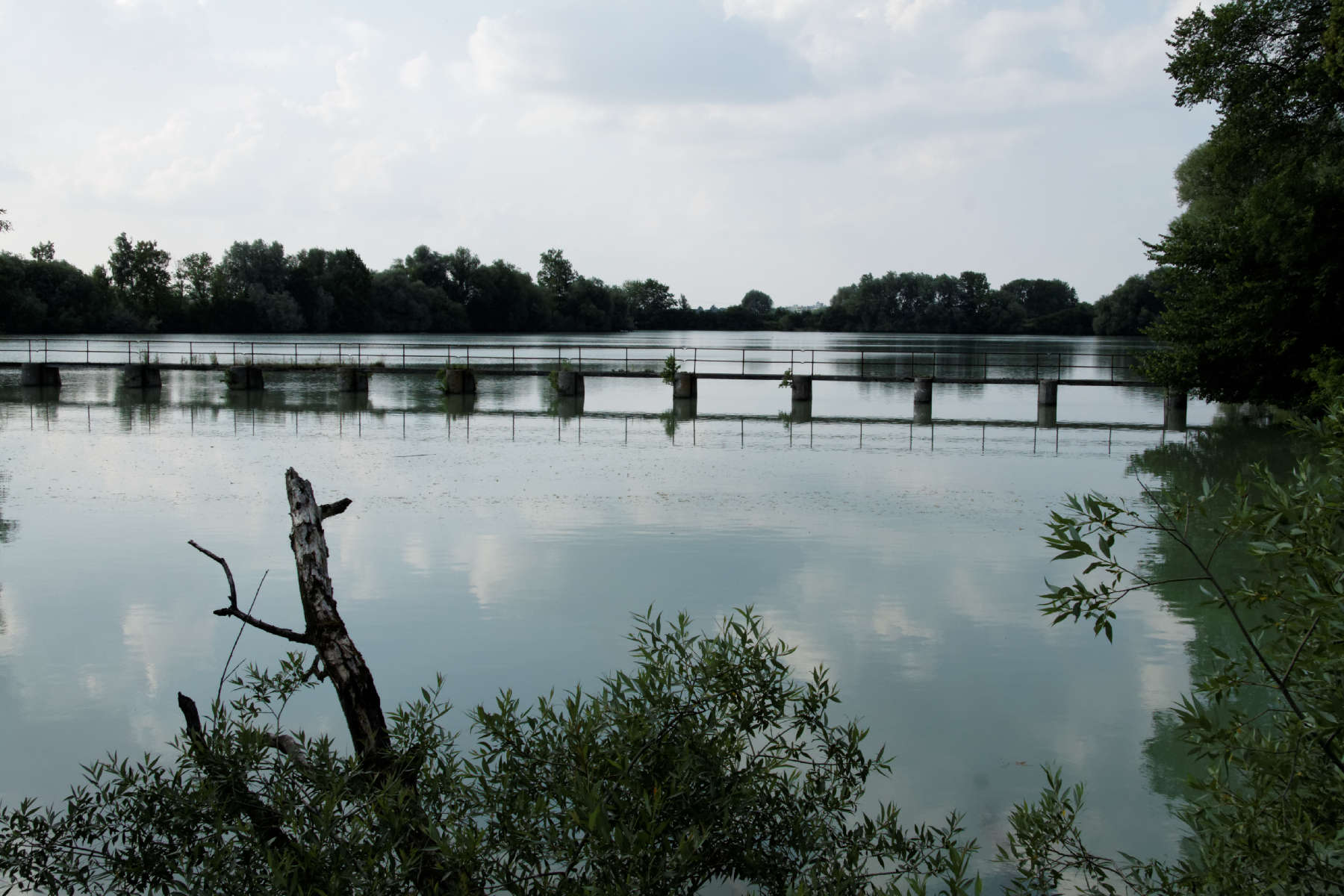
Fischteich im Teichgut Birkenhof

Das Teichgut Birkenhof entlang des Ismaninger Speichersees östlich von München war die größte Abwasserfischteichanlage Europas. Die Fischzucht wurde 2000 eingestellt. Wegen der europaweiten Bedeutung als Mauser-, Rast- und Überwinterungsgebiet für Wasservögel bildet das ehemalige Teichgut gemeinsam mit dem Speichersee das EU-Vogelschutzgebiet "Ismaninger Speichersee und Fischteiche".

## Geschichte
Das Gut wurde in den Jahren 1926 bis 1929 durch die Mittlere Isar AG erbaut und umfasste auf einer Gesamtfläche von 340 Hektar ein Teichareal von 233 Hektar. Es verfügte über 30 Abwachsteiche mit je 4,8 bis 7,5 Hektar, 15 Überwinterungsteiche mit zusammen 3,5 Hektar und 53 Aufzuchtteiche mit zusammen 13 Hektar. Die Anlage wurde jährlich mit rund 100.000 zweisömmrigen Karpfen besetzt, die ein Gesamtgewicht von rund 75 Tonnen hatten. Die jährliche Ernte betrug rund 200 Tonnen.
Die Fischteiche dienten der 1926 errichteten Münchner Kläranlage Gut Großlappen als Vorfluter zur Nachklärung des Abwassers. Gleichzeitig erübrigte sich durch den Nährstoffgehalt, der in Mikroflora, Mikrofauna und Kleinkrebse umgesetzt wurde, eine Zufütterung der Fische. Ab Mitte der 1990er Jahre ging der Nährstoffgehalt des Abwassers zurück, weil die Kläranlage verbesserte Reinigungsverfahren einsetzte. Die Fischaufzucht wurde dadurch unrentabel und im Jahr 2000 eingestellt. 2002 wurde das Teichgut vom Bayerischen Naturschutzfonds angepachtet. Eigentümer der Flächen ist weiterhin die E.ON AG in Nachfolge von Mittlere Isar AG und Bayernwerk AG.
Das Teichgut verfügte über eine eigene Feldbahn mit rund 30 Kilometern Streckenlänge (Spurweite 60 Zentimeter), die für die bauliche Instandhaltung und den Fischtransport eingesetzt wurde. Die letzten Gleise sind im Jahr 2011 abgebaut worden. Die Wirtschaftsgebäude des ehemaligen Guts liegen an der Bundesstraße 471 zwischen Ismaning und Aschheim.

## Anlage
Die Fischteiche ziehen sich als etwa 400 Meter breites Band über eine Länge von etwa 7,5 Kilometer südlich des Mittlere-Isar-Kanals entlang durch die Gemeinden Unterföhring, Aschheim, Kirchheim bei München und Pliening. Südlich der Fischteiche verläuft ein von dem Mittlere-Isar-Kanal abgezweigter Zuführkanal, der der Wasserversorgung der Teiche dient. In ihn werden über eine Druckrohrbrücke Abwässer der Kläranlage Gut Großlappen gepumpt. Nördlich der Fischteiche verläuft zwischen diesen und dem Mittlere-Isar-Kanal ein Ableitungskanal, über den das Wasser aus den Fischteichen abgeleitet wird.